# Карлсруе (порт)
49°00′50″ пн. ш. 8°20′11″ сх. д. / 49.0139° пн. ш. 8.33639° сх. д.
Порт Карлсруе — річковий порт міста Карлсруе, на Верхньому Рейні, Баден-Вюртемберг, Німеччина.

## Географія
Порт розташовано на правому березі Рейну в наступних просторово розділених місцях на висоті 100 — 115 м над рівнем моря.
- 367,5 рейнський км: нафтовий термінал (велике комерційне судноплавство)
- 362,7 рейнський км: термінал Максау
- 359,9 рейнський км: Рейнський порт Карлсруе (велике комерційне судноплавство)

## Історія

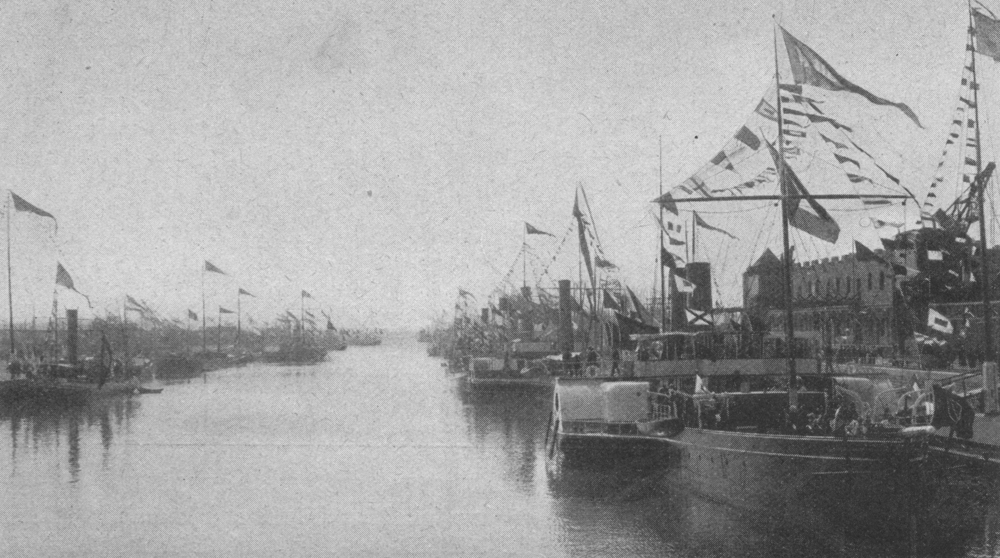
Офіційне відкриття порту Карлсруе 27 травня 1902 року

На початку XIX століття планувалось з'єднати місто з Рейном через канал. 
Портові споруди планувалися поблизу сучасного центру міста. 
Однак виконання довелося скасувати через величезні витрати (гребля та довгий канал для з'єднання з Рейном). 
Лише в 1901 році на нинішньому місці були введені в експлуатацію два портові басейни і невеликий нафтовий термінал. 

Пошкодження, завдані Другою світовою війною, було відремонтовано на початку 1950-х років, а будівництво нафтового порту почалося в 1957 році.

## Розташування

### Нафтовий термінал

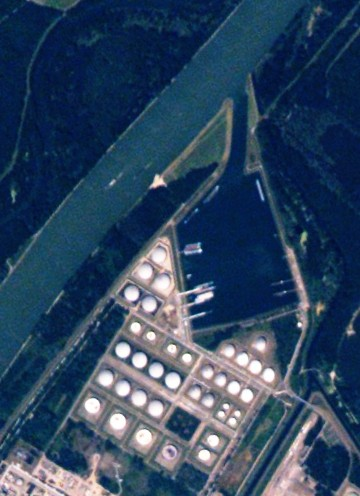
Нафтовий термінал

Нафтовий термінал побудований в 1957-63 рр., коли два нафтопереробні заводи були побудовані на Рейні на північний захід від Карлсруе. 
Розмір комерційної зони становить 43 га, з яких 35 га займають акваторії з двокілометровими причалами, облаштованими для перевалки. 
Ці дві компанії постійно конкурували. 
Це означало, що один нафтопереробний завод отримував сировину кораблем, а інший їх доставляв, наприклад, до Роттердама та з нього. 
Це зробило Карлсруе другим у Німеччині річковим портом з річною пропускною спроможністю до 12 мільйонів тонн після Дуйсбурга-Рурорту, який є найбільшим річковим портом Німеччини з приблизно 50 мільйонами тонн. 
Після об’єднання нафтопереробних заводів у Верхньорейнський нафтопереробний завод в 1990-х роках пропускна спроможність нафтового порту впала з восьми-десяти мільйонів тонн приблизно до трьох-чотирьох мільйонів, тоді як пропускна спроможність Рейнського порту залишилася на рівні трьох-чотирьох мільйонів тонн. 
З точки зору інфраструктури, нафтовий термінал має шість навантажувальних майданчиків для нафтопродуктів, насоси та перевантажувальний пункт для скрапленого газу. 

Нафтовий термінал має сховища майже п'яти мільйонів кубічних метрів різних наливних вантажів. 
Термінал не має прямого залізничного сполучення; воно існує лише опосередковано через нафтопереробний завод.

### Піонерська гавань

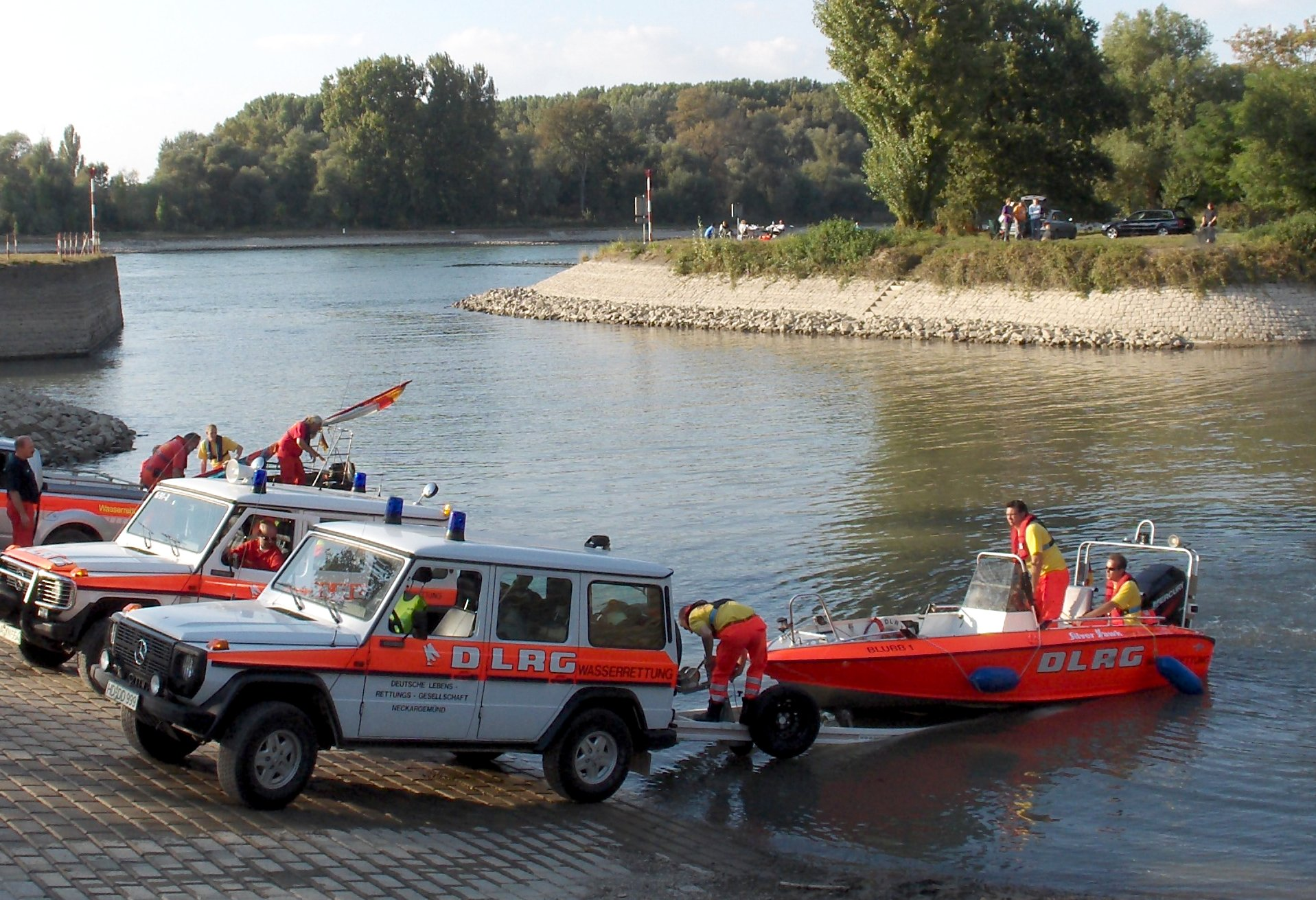
Південний стапель Піонерської гавані

Найменша і найнезначніша з гаваней Карлсруе — Піонерська гавань. 
Розташована за кілька сотень метрів вниз за течією від терміналу Максау, де в майбутньому може бути побудований другий міст Карлсруе через Рейн. 

Комплекс має два елінги, які можна використовувати для прогулянкових катерів.

### Термінал Максау
У 1862 році після днопоглиблення, проведеного за рахунок міста, термінал Максау став найближчим портом для постачання до міста Карлсруе. 
З відкриттям Рейнського порту в Карлсруе в 1901 році термінал Максау втратив своє значення. 
Сьогодні він переважно використовується як пристань для яхт. 
 
Крім того, тут відбувається перевалка для найближчої паперової фабрики. 
WSA на околиці Карлсруе розташована в північно-східній частині та має власний причал для човнів і робочих суден компанії. 
Рівень води Максау також визначається в цьому місці на 362,3 Рейнському кілометрі

### Рейнський порт Карлсруе

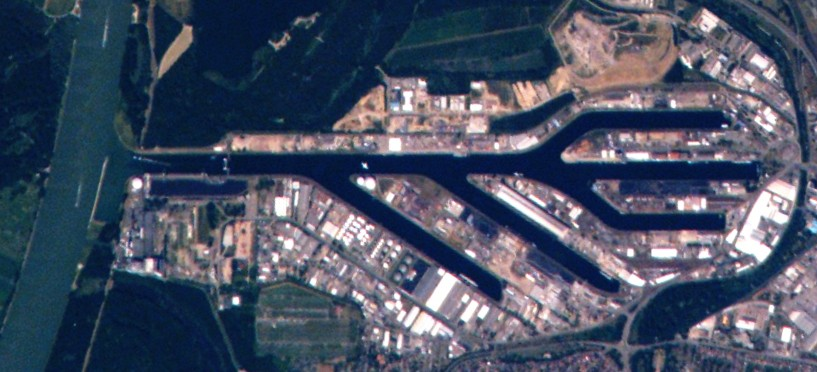
Рейнський порт

Цей порт почав працювати в 1901 році. 
Він складається з шести портових басейнів з 71 га акваторії. 
П’ять розташовано як пальці однієї руки. 
Басейн шість, який раніше був лише вузьким каналом, є сполученням з Рейном. 
Серед іншого, цей басейн є місцем розташування для великого контейнерного терміналу, де курсують найбільші судна по Рейну — окремі кораблі довжиною до 135 м та поштовхувальні конвої довжиною до 180 м. 
Вони сполучають Карлсруе з великими морськими портами в дельті Рейну-Маасу регулярними рейсами. 
Перевалка вугілля також залишається дуже важливою, головним чином для великої пароелектростанції в Рейнському порту, що належить EnBW, яка розташована прямо біля входу в гавань. 
Усі інші масові вантажі також обробляються в Рейнському порту Карлсруе. 
На площі приблизно 300 га розташовані три провідні світові компанії з торгівлі брухтом заліза, сталі та кольорових металів, а також три бетонні заводи, які отримують сировину судами. 
Для перевалки доступні майже 7 км причалів, довжина берегової лінії 14 км, обладнаних залізничними під’їздами. 
Кранове обслуговування можливе на п'ятикілометровій береговій ділянці. 
Є 19 перевантажувальних мостових, козлових та поворотних крани вантажопідйомністю від 4 до 25 т, два контейнерних крани вантажопідйомністю 50 т, автокрани від 20 до 250 т, 

Стрічкові конвеєри та промислові конвеєри. 
65 га відкритих складських майданчиків, 22 га закритих або критих складських майданчиків, силоси на 7 тис. м³ і зерносховища ємністю 25 тис. т, а також резервуари на 335 тис. м³. 
Станція водної поліції Карлсруе розташована на Норд-Беккенштрассе .

### Протипаводкові ворота
З 1987 року біля входу в гавань встановлено загороджувальні ворота шириною 40 метрів і висотою дев'ять метрів з пішохідним мостом. 
Коли досягається відмітка високої води II на гідрологічному посту Максау і судноплавство припиняється (рівень 7,50 м), ворота опускаються і, таким чином, закривають прохід між дамбами з обох боків гавані. 
Це захищає об’єкти в порту від затоплення та знижує ризики для навколишнього середовища. 

## Портова залізниця
Портова залізниця споруджена в 1900 році та має понад 40 км колій, що сполучає Рейнський порт Карлсруе . 
Доступ здійснюється від залізничної станції Карлсруе-Вест на залізниці Вінден — Карлсруе та вантажної об’їзної залізниці Карлсруе. 
Не має власного рухомого складу. 